# Протасів Яр (місцевість)
Протасів Яр — історична місцевість, у Солом'янському, частково Голосіївському районах Києва, з 2022 року — ландшафтний заказник місцевого значення. Протасів яр простягається на східному схилі Батиєвої гори уздовж однойменних вулиці та узвозу (узвіз з 2003 року отримав назву вулиця Миколи Амосова), які в радянські часи називались вулиця і узвіз Степана Разіна відповідно з одностороннім рухом по вулиці вгору, по узвозу — вниз. За вулицею Протасів Яр також закріпилась народна назва Воєнно-Грузинська дорога, бо проходила через ліс та була вузьким, звивистим, але найкоротшим шляхом з центральної частини міста (Нова Забудова) на Солом'янку, щоправда, практично без громадського транспорту. В нижній частині яр впадає в долину Либеді, де знаходиться однойменна залізнична платформа. Також у гирлі яру розташовані трикотажна фабрика «Роза» і відділи міської залізничної митниці.

## Ландшафт
У ландшафтному плані урочище являє собою південно-східний схил Батиєвої гори, який має висоту 70 м над Дніпровою долиною. Батиєва гора є складовою правобережних лесових горбів Київського плато і є однією з найвищих точок Києва.

## Природна характеристика
Урочище зберегло фрагмент природної рослинності. Деревостани таких фрагментів сформовано, головним чином, осикою (Populus tremula), березою повислою (Betula pendula), в меншому ступені липою серцелистою (Tilia cordata) та в’язом гладким (Ulmus laevis). З спорових рослин тут виявлено жіночу папороть (Athyrium filix-femina) та велику популяцію хвоща лучного (Equisetum pratense).
З тварин в урочищі трапляються численні безхребетні, серед яких і рідкісні види. Зокрема, тут виявлений червонокнижний сфекс рудуватий (Sphex funerarius), Черовна книга України, неоцінений вид.
Богата також орнітофауна. Тут зустрічаються наступні птахи: звичайна вівсянка (Emberiza citrinella), садова славка (Sylvia borin), синиця блакитна (Cyanistes caeruleus), соловейко східний (Luscinia luscinia), великий (Dendrocopus major), малий (Dryobates minor), середній строкаті дятли (Leiopicus medius) та сирійський дятел (Dendrocopus siriacus) та жовна сива (Picus canus). Усіх цих птахів включено до Додатку ІІ до Бернської конвенції.

## Історія
Відомий під сучасною назвою від початку XIX століття, коли його землями володів генерал Протасов (за іншими відомостями, назва
походить від місцевого селянина Протаса). У 1860 році зафіксований як «дєрєвня Протасів Яр», де вже налічувалося 22 двори. В процесі побудови залізниці Київ—Курськ (введена в експлуатацію в 1870 році), у Протасовому яру інтенсифікується житлове (приватне садибне) і промислове будівництво (в тому числі збудовано цегельний завод Батухіна). У 1879—1901 роки Протасів яр входив до Бульварної частини Києва, у 1901—1909 роках — у складі с. Солом'янка. Остаточно включений до меж Києва у 1909 році. Більшу частину історичної забудови знесено у 1980-і роки. У 2001—2003 роках у Протасовому яру збудовано швидкісну автомагістраль, що призвело до часткової зміни його рельєфу.

## Сучасність
Після розширення вулиці на початку 2000-х років по яру був запущений тролейбусний маршрут № 40 і на його правому боці споруджена гірськолижна траса «Протасів яр» з двома підйомниками. Висота двох схилів — до 200 метрів, розвинута інфраструктура. Є 2 гірки, яких цілком достатньо для спуску на борді чи лижах. Чи не єдине місце в Києві, де навіть за незначної плюсової температури буде сніг, адже він штучний.  Після розширення вулиці, нижня частина узвозу практично не використовується — лише під час рідких заторів і мешканцями декількох приватних будинків вздовж узвозу.
Через привабливе розташування, місцевість є цікавою з позиції ведення бізнесу. У 2002 році ділянку на Миколи Амосова було переведено з території зелених насаджень загального користування до території житлової і громадської забудови. У 2007 році рішенням Київради земельну ділянку площею 3,23 га вартістю понад 9 млн грн. було передано підприємцям в оренду для будівництва, експлуатації та обслуговування житлово-торговельного комплексу з паркінгом. Втім, земельна ділянка, що була виділена під забудову, входить до переліку зелених зон столиці та розташована на території парку відпочинку, видалення зелених насаджень у якому заборонено. Тому у серпні 2012 року Київською прокуратурою з нагляду за додержанням законів у природоохоронній сфері до Господарського суду м. Києва було заявлено позов про скасування рішення Київради та визнання недійсним договору оренди земельної ділянки в Протасовому Яру.
У 2019 році спроби забудовників знищити Протасів Яр відновились — 1 травня було зведено паркан і оголосила місцевій громаді про плани будувати на схилі три 40-поверхівки. Замовник будівництва — ТОВ «Дайтона Груп», беніфіціарами якого є Геннадій Корбан та Олег Левін. Громадськість міста виступила на захист Протасового яру і у травні 2019 було створено ініціативну групу, а згодом і ГО «Захистимо Протасів Яр», лідером якої є громадський активіст, Роман Ратушний У жовтні 2019 Р. Ратушний заявив про погрози йому фізичною розправою і опублікував запис із погрозами від заступника голови Офісу президента Андрія Смирнова, а також Геннадія Корбана.
8 травня 2019 року Державна архітектурно-будівної інспекція (ДАБІ) за результатами позапланової перевірки об'єкту видала припис, що вимагав зупинити виконання будівельних робіт до усунення порушень.
16 вересня 2019 окружний адміністративний суд Києва скасував рішення ДАБІ, і таким чином дозволив будівельні роботи. Рішення адміністративного суду було оскаржене і 17 червня 2020 Шостий апеляційний суд Києва скасував рішення окружного суду, і таким чином поновив заборону на будівництво багатоповерхового житлового комплексу у Протасовому яру. 27 червня 2020 Київрада повернула земельній ділянці площею 3,15 га у Протасовому Яру статус зелених насаджень

## Створення заказника
Ландшафтний заказник місцевого значення «Протасів Яр» створено Рішенням Київради від 14.07.2022 р. Переломною для створення заказника подією стала смерть громадського активіста, який боровся за збереження Протасового Яру – Романа Ратушного на війні з росією. Після цієї трагічної втрати громадськість звернулася до В. Кличка з вимогою зберегти об'єкт, за який він боровся.
«Створення заказника – це вшанування пам’яті Романа Ратушного і свідчення того, що його справа і справа багатьох киян, які боролися за цю зелену зону, була не марною. «Протасів Яр» врятували від забудови. Він є ландшафтним заказником! І буде радувати не одне покоління киян», – наголосив мер Києва Віталій Кличко. 
Документи на створення заказника підготовано та подано КЕКЦ.
23 листопада 2023 року, рішенням Київської міської ради, ландшафтному заказнику місцевого значення «Протасів Яр» присвоєно ім`я українського захисника й активіста Романа Ратушного.

## Галерея

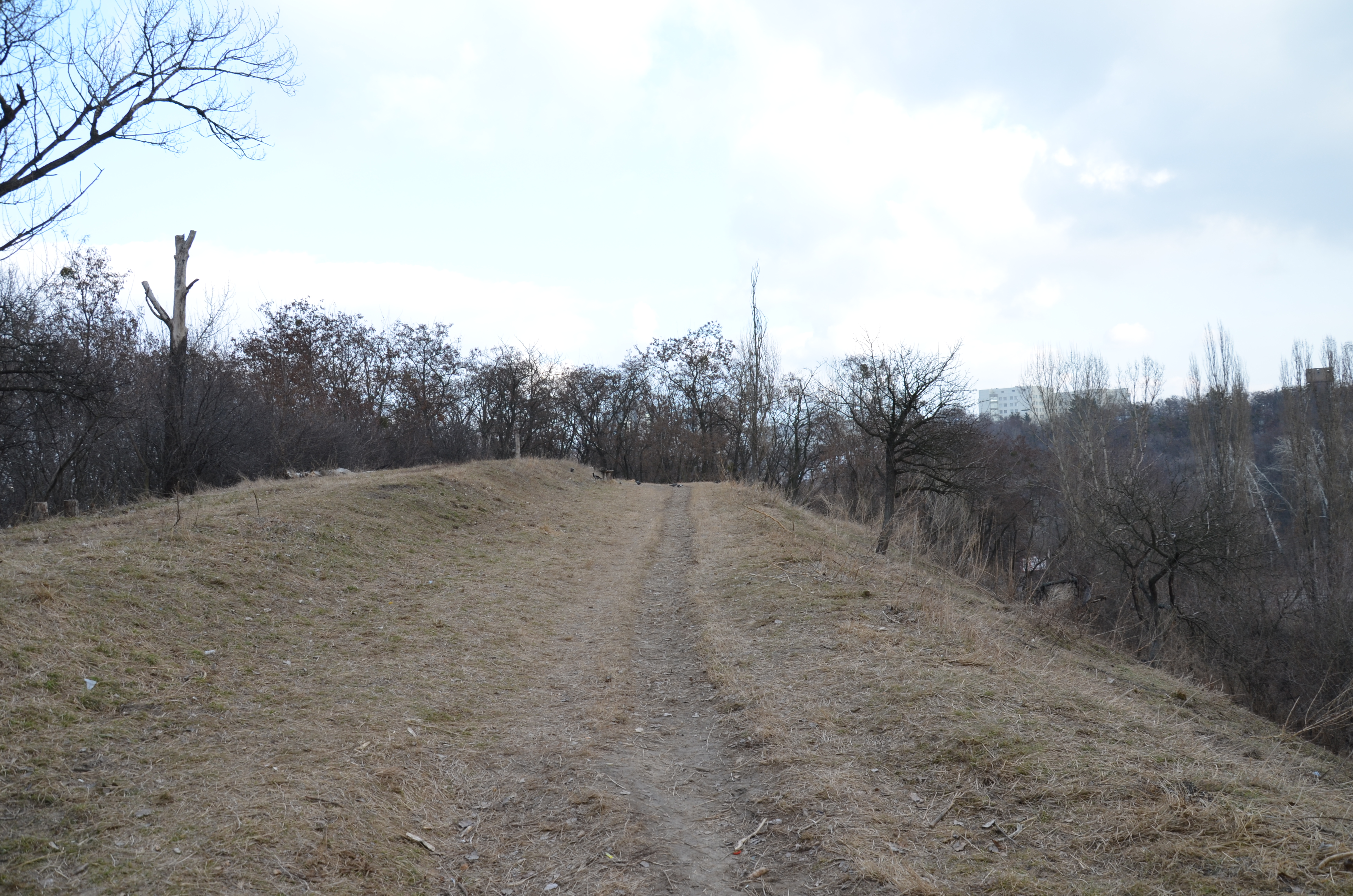
в Протасовому Яру